# Cerocala lineata
Cerocala lineata är en fjärilsart som beskrevs av Druce 1900. Cerocala lineata ingår i släktet Cerocala och familjen nattflyn. Inga underarter finns listade i Catalogue of Life.